# When No One Around You Is There But Nowhere to Be Found
When No One Around You Is There But Nowhere to Be Found (deutsch Wenn niemand um dich herum da ist, aber nirgends zu finden ist) ist ein Soloalbum von Jessica Pavone. Die 2021 in New York entstandenen Aufnahmen erschienen am 28. Januar 2022 auf Relative Pitch Records.

## Hintergrund
Die Bratschistin Jessica Pavone bewege sich seit Jahren in der Welt der Improvisation und der zeitgenössischen Musik, wie es viele Anhänger von Anthony Braxton tun, notierte Peter Margasak (The Qietus). In den letzten Jahren hat sie sowohl mit Soloaufnahmen als auch mit Kammermusik-Streichergruppen gearbeitet. Die während des Lockdowns infolge der COVID-19-Pandemie entstandene Soloarbeit verwische die Grenzen zwischen geschriebenen und improvisierten Passagen weiter, so der Autor.
Vor etwa einem Jahrzehnt hatten Rückenprobleme Jessica Pavone gezwungen, fast zwei Jahre lang mit dem Bratschenspiel aufzuhören, notierte Bill Meyer (Chicago Reader). Seit ihrer Rückkehr in die Musikszene sei der Einfluss von Musik auf die Gesundheit und das Wohlbefinden von Interpreten und Zuhörern eines der wesentlichen Anliegen der Künstlerin. So achte Pavone stets darauf, dass sich Musik auch körperlich gut anfühlt. Im Studium bei Klangheilern lernte sie die Kymatik kennen, mit der versucht wird, die Auswirkungen von Schallwellen auf den menschlichen Körper anhand von Beobachtungen aus der Physik zu beschreiben.
When No One Around You is There but Nowhere to be Found ist eine 30-minütige Soloaufnahme, die aus vier Tracks besteht. Pavone verfolge einen Ansatz, der sowohl intellektuell als auch spielerisch ist, egal ob sie harte Borduntöne aus ihren Saiten kratzt oder zupft, um gesprochene Poesie zu unterstützen, notierte Mike Borella. Sie verwendet auch verschiedene Verarbeitungsebenen, insbesondere eine Form von Loops, Echo oder Sustain, die Töne im Laufe der Zeit langsam hält und manipuliert. Infolgedessen sind einige Aspekte dieser Tracks weitgehend geformte Klänge, bei denen das Quellinstrument kaum erkennbar ist und Pavone mit Wiederholungen experimentiert.

## Titelliste
- Jessica Pavone: When No One Around You Is There But Nowhere to Be Found (Relative Pitch Records)

1. Performance Novels 8:12
2. When No One Around You is There but Nowhere to be Found 6:47
3. Only in Dreamz 8:18
4. Aednat 7:38

Die Kompositionen stammen von Jessica Pavone.

## Rezeption
Peter Margasak schrieb in The Quietus, diese Soloarbeit bringe Pavone dazu, sich auf neue Arten der Erforschung einzulassen. „Performance Novels“ entfessle eine obertonreiche Intensität, die sowohl schneidend als auch meditativ klinge, während das Titelstück geschickt einige elektronische Effekte einbeziehe und ein Pizzicato in eine schwirrende, formverändernde Eröffnung für ein klagendes Fummeln verwandle, das wie klinge wie die Überlieferung eines Volkslieds aus einem norwegischen Fjord. „Only in Dreamz“ sei ein weitgehend gesprochener Tagebucheintrag von nächtlichen Visionen, die überzeugender sind als ihre Darbietung, und wie sie von gezupften Viola-Noten begrenzt werde. Die Elektronik erweitere und beschatte den abschließenden Bordun „Aednat“, der einen Raum aus anhaltenden langen Tönen einnehme, der Pavones Werk in etwas beständig Starkes verwandelt habe.
Nach Ansicht von Mike Borella (Avant Music News) überrasche Pavone den Zuhörer immer wieder mit Musik, die die Grenze zwischen Klassik und Improvisation überschreite und gleichzeitig das klangliche Vokabular ihres Instruments erforsche. Wie bei vielen Soloveröffentlichungen der letzten zwei [Pandemie]-Jahre spiegelt sich in diesem Album mehr als nur ein Hauch von Verzweiflung und Verlust wider, vielleicht eher als „Akzeptanz von Melancholie als von regelrechtem Schmerz“. Diese Ausdruckskraft, gepaart mit Pavones technischen Fähigkeiten, führe zu einer weiteren soliden und überzeugenden Leistung aus dem Œuvre einer versierten und immer noch wachsenden Künstlerin.
In den vier unbegleiteten Stücken, die When No One Around You Is There but Nowhere to Be Found (Relative Pitch) umfassen, lässt Pavone die Musik sich geduldig entwickeln und erkundet die Körnung und Bewegung einer Klangzone, bevor er zur nächsten übergeht, schrieb Bill Meyer (Chicago Reader). Aber während sie zwischen Passagen mit hellen, gestrichenen Obertönen, volksliedartiger Melodie und elektronisch gefilterter Resonanz fortschreite, sei die Ereignisdichte in jedem Moment hochkonzentriert und auf lebhafte Weise fesselnd.
Jessica Pavones Soloalbum dürfte sowohl bei Genrekennern als auch bei Anhängern des experimentellen Ambient Anklang finden, hieß es in Nite Stylez. Dies sei Avantgarde-Musik der gut zugänglichen Art.